# Amauridia holoscota
Amauridia holoscota är en fjärilsart som beskrevs av George Francis Hampson. Amauridia holoscota ingår i släktet Amauridia och familjen nattflyn. Inga underarter finns listade i Catalogue of Life.